# Mantispa lineaticollis
Mantispa lineaticollis är en insektsart som beskrevs av Günther Enderlein 1910. Mantispa lineaticollis ingår i släktet Mantispa och familjen fångsländor. Inga underarter finns listade i Catalogue of Life.